# سفارت اوکراین در کپنهاگ
سفارت اوکراین در کپنهاگ (به لاتین: Embassy of Ukraine) یک منطقهٔ مسکونی و نمایندگی سیاسی این کشور در دانمارک است که در Copenhagen Municipality واقع شده‌است.